# Vàssisxeve
Vàssisxeve o Vàssisxevo (en ucraïnès Васищеве, en rus Васищево) és una vila de la província de Khàrkiv, Ucraïna. El 2021 tenia 5.730 habitants.